# Lisa Archbold
Lisa Archbold (ur. 3 kwietnia 1985) – nowozelandzka judoczka.
Mistrzyni Wspólnoty Narodów w 2004. Złota medalistka mistrzostw Oceanii w 2004. Mistrzyni kraju w 2002, 2003 i 2005 roku.